# نیروگاه تلمبه ذخیره‌ای فنگینگ
نیروگاه تلمبه ذخیره‌ای فنگینگ (به لاتین: Fengning Pumped Storage Power Station) یک نیروگاه تلمبه ذخیره‌ای در چین است که در هبئی واقع شده‌است.